# Jordi Dros
Jordi Dros (en llatí Georgius Drosus, en grec antic Γεώργιος Δρόσος) va ser un oficial romà d'Orient.
Era secretari d'Aaron, el governador de Baspracània a la frontera armènia i cap a l'any 1049 va ser enviat per ordre de l'emperador Constantí IX Monòmac com ambaixador al soldà seljúcida Toghril Beg I per negociar l'alliberament del general romà d'Orient Liparites, que havia estat fet presoner.